# حسن بن سلیمان بغرا خان
حسن بن سلیمان بغرا خان (به ترکی میانه: بغرا خان) فرمانروای پرتوان بخش خاوری قراخانیان بود که اسماً زير چيرگی علی ارسلان خان فرمان می‌راند، ولی عملاً مستقل بود. او نوه ستوق بغرا خان از طریق پسر دومش سلیمان خان بود. او پس از اندکی، پیش از سال ۹۹۰، وارث سرزمين پدرش در باختر شد و پايه‌گذار شاخه حسنی خاندان قراخانی شد.

## فرمانروائی

ايلاق و سرزمين‌های پيرامون در سدهٔ دهم

او در سال ۹۹۲ به فراخوان مردم ناخشنود و فرماندار خراسان ابوالحسن سیمجور به قلمرو سامانیان تاخت و جنگ های قراخانی و سامانیان را آغاز کرد. 
بی درنگ سپاهی را که نوح دوم سامانی فرستاده بود نابود کرد و اسپیجاب را گرفت.
فائق، فرماندار سامانی سمرقند، تسلیم بغراخان شد و سپس به سوی بخارا به راه افتاد. نوح دوم سامانی گریخت و قراخانیان در روزهای پایانی بهار ۹۹۲ به پایتخت در آمدند و توانستند ابوعلی دامغانی وزیر نوح دوم را دستگیر کنند. او در همان سال فرنام‌های سرافرازانهٔ «صاحب الدوله» و «ظهیر الدعوه» را بر خود نهاد و در ایلاق شهری در جنوب تشاکند امروزی سکه ضرب کرد.

## تبار و جایگاه هارون و علی ارسلان
هارون بغراخان (درگذشتهٔ ۹۹۲) از شاهزادگان شاخهٔ حسنی خاندان قراخانیان و پسر سلیمان ارسلان‌خان بود. وی نوهٔ ستوق بغرا خان، نخستین مسلمان خاندان قراخانی، و از تبار ترک‌های قرلق به‌شمار می‌رفت. در بن‌مایه‌ها، از او با نام یکی از برجسته‌ترین فرمانروایان شاخهٔ خاوری قراخانیان یاد شده‌است.
هارون هم‌روزگار با فرمانروایی علی ارسلان خان بود که در سرزمین‌های باختری قراخانیان فرمان می‌راند. هرچند در برخی نوشتارها آمده‌است که هارون «زیر نگر علی ارسلان‌خان» می‌زیسته، ولی این گفته بیشتر نشانه والاتر بودن جایگاه علی ارسلان‌خان در ساختار دودمانی دارد و نه چیرگی سیاسی بر هارون. به‌راستی، قراخانیان گونه‌ای فرمانروایی کنفدرالی داشتند که در آن، خاقان بزرگ (بیشتر از شاخهٔ باختری) اسما بر خاقان خاوری پیشگامی داشت، ولی هر یک بخش خود را مستقلانه پیش می‌برده‌است.

## جایگاه جغرافیایی
جایگاه هارون در بالاساغون یا کاشغر بود  و بر بخش خاوری قلمرو قراخانیان فرمان می‌راند. در آن زمان، شاخهٔ باختری گویا از ترمذ یا اوزکند بر سرزمین فرارود فرمانروایی می‌کرد و هنوز سمرقند به چنگ قراخانیان درنیامده بود.

## مرگ
بغراخان پس از اندکی در بخارا بیمار شد و عموی نوح عبدالعزیز را فرمانروای دودمان سامانیان در جایگاه دست‌نشاندهٔ قراخانی به تخت نشاند و به سمرقند رفت و سپس در جاده شمال نزدیک کوچکارباشی تیان شان درگذشت.

## خانواده
او چند پسر داشت: یوسف قادر خان که وارث قلمروهای او در باختر بود، علی تکین، محمد تغان خان، شهاب الدوله سلیمان که بر اوزگند حکومت می کرد و عدود الدوله حسین که بر ایلاق فرمان میراند.

## بن‌مايه
1. ↑  "ILAK-KHANIDS – Encyclopaedia Iranica". www.iranicaonline.org. Retrieved 2019-10-22.
2. ↑  The Cambridge history of Iran. Fisher, W. B. (William Bayne). Cambridge: University Press. 1968–1991. p. 157. ISBN 0521069351. OCLC 745412.{{cite book}}:  نگهداری CS1: سایر موارد (link)
3. ↑  "BOḠRĀ KHAN – Encyclopaedia Iranica". www.iranicaonline.org. Retrieved 2019-10-22.
4. ↑  ادن، جف. Warrior Saints of the Silk Road: Legends of the Qarakhanids. بوستون، لیدن: Brill.
5. ↑  Duturaeva، Dilnoza (۲۰۲۲). Qarakhanid Roads to China: A History of Sino-Turkic Relations. لیدن، بوستون: Brill.
6. ↑  Golden، Peter B. (۱۹۹۲). An Introduction to the History of the Turkic Peoples. Otto Harrassowitz. ص. ۳۷۳.
7. ↑  Barthold، V. V. (۱۹۶۸). Turkestan Down to the Mongol Invasion. E.J. Brill. ص. ۲۰۵.
8. ↑  Hunkan, Ömer Soner (Winter 2007). "Sons of Ali Tegin in Transoxania: The Kutlug Ordu State (1020-1041)". Bilig (in Turkish). 40: 35–77.